# Auckland International 2014
Die Auckland International 2014 im Badminton fanden vom 18. bis zum 21. September 2014 in Epsom statt.

## Die Sieger und Platzierten
| Disziplin    | Gold                            | Silber                        | Bronze                         |
| ------------ | ------------------------------- | ----------------------------- | ------------------------------ |
| Herreneinzel | Lu Chia-hung                    | Cheng Kuo-Po                  | Tan Vi Hen                     |
| Herreneinzel | Lu Chia-hung                    | Cheng Kuo-Po                  | Chun Hsien Yu                  |
| Dameneinzel  | Lee Chia-hsin                   | Chiang Mei-hui                | Liang Ting-yu                  |
| Dameneinzel  | Lee Chia-hsin                   | Chiang Mei-hui                | Sung Shuo-yun                  |
| Herrendoppel | Po Li-wei Yang Ming-tse         | Ruud Bosch Tien Tzu-chieh     | Chen Jia-Huo Shia Chun-Kang    |
| Herrendoppel | Po Li-wei Yang Ming-tse         | Ruud Bosch Tien Tzu-chieh     | Matthew Chau Sawan Serasinghe  |
| Damendoppel  | Chang Ching-hui Chang Hsin-tien | Leanne Choo Gronya Somerville | Pan Tzu-Chin Tsai Hsin-Yu      |
| Damendoppel  | Chang Ching-hui Chang Hsin-tien | Leanne Choo Gronya Somerville | Jacqueline Guan Setyana Mapasa |
| Mixed        | Lee Chia-han Lee Chia-hsin      | Ruud Bosch Shuai Pei-ling     | Lin Shang-kai Tsai Hsin-Yu     |
| Mixed        | Lee Chia-han Lee Chia-hsin      | Ruud Bosch Shuai Pei-ling     | Daniel Guda Gronya Somerville  |